# Scottish FA Cup 2018/19
Der Scottish FA Cup wurde 2018/19 zum 134. Mal ausgespielt. Der wichtigste schottische Fußball-Pokalwettbewerb, der offiziell als William Hill Scottish Cup ausgetragen und vom Schottischen Fußballverband geleitet wurde, begann am 11. August 2018 und endete mit dem Finale am 25. Mai 2019 im Hampden Park von Glasgow. Als Titelverteidiger und gleichzeitiger Rekordsieger des Wettbewerbs startete Celtic Glasgow, das sich im Vorjahresfinale gegen den FC Motherwell durchgesetzt hatte. Im diesjährigen Endspiel um den Schottischen Pokal standen sich der Titelverteidiger und der Heart of Midlothian gegenüber. Für Celtic war es das insgesamt 55. Pokalfinale seit 1877. Die Hearts erreichten zum 15. Mal das Endspiel seit 1891. Beide Vereine trafen dabei dreimal im Endspiel aufeinander, erstmals 1901, und zuletzt im Jahr 1956. Nachdem Celtic bereits die schottische Meisterschaft und den Ligapokal gewonnen hatte, gewannen sie auch das Pokalendspiel mit 2:1. Damit holten sie zum 39. Mal den Pokal. Es war für Celtic das dritte nationale Triple in Folge und das sechste insgesamt.

## Termine
Die Spielrunden werden an folgenden Terminen ausgetragen:
- 1. Vorrunde: 11./12. August 2018 (Sa./So.)
- 2. Vorrunde: 1. September 2018 (Sa.)
- 1. Hauptrunde: 22./23. September 2018 (Sa./So.)
- 2. Hauptrunde: 20. Oktober 2018 (Sa.)
- 3. Hauptrunde: 24./25. November 2018 (Sa./So.)
- 4. Hauptrunde: 19./20./30. Januar 2019 (Sa./So./Mi.)
- Achtelfinale: 9./10./11. Februar 2019 (Sa./So./Mo.)
- Viertelfinale: 2./3./4. März 2019 (Sa./So./Mo.)
- Halbfinale: 13./14. April 2019 (Sa./So.)
- Finale: 25. Mai 2019 (Sa.)

## Erste Vorrunde
Die 1. Vorrunde wurde am 16. Juli 2018 von Shelley Kerr und Alex McLeish ausgelost. Ausgetragen wurden die Begegnungen am 11. und 12. August 2018.
| Datum                       |                           | Ergebnis |                                |
| --------------------------- | ------------------------- | -------- | ------------------------------ |
| 11. August 2018, 15:00 WESZ | Auchinleck Talbot (SJFA)  | 3:1      | Banks O’ Dee (SJFA)            |
| 11. August 2018, 15:00 WESZ | FC Coldstream (VI)        | 4:2      | St. Cuthbert Wanderers (VI)    |
| 11. August 2018, 15:00 WESZ | Golspie Sutherland (NCFL) | 1:4      | Burntisland Shipyard (VI)      |
| 11. August 2018, 15:00 WESZ | Hawick Royal Albert (V)   | 0:5      | Bonnyrigg Rose Athletic (SJFA) |
| 11. August 2018, 15:00 WESZ | Preston Athletic (V)      | 3:1      | Glasgow University (CAFL)      |
| 11. August 2018, 15:00 WESZ | Threave Rovers (VI)       | 0:3      | Beith Juniors (SJFA)           |
| 12. August 2018, 15:00 WESZ | FC Tynecastle (VI)        | 0:2      | AFC Shortlees (AAFA)           |

Freilose: FC Girvan, Linlithgow Rose, Lothian Thistle Hutchison Vale, FC Newton Stewart, FC Wigtown & Bladnoch

## Zweite Vorrunde
Die 1. Vorrunde wurde am 16. Juli 2018 von Shelley Kerr und Alex McLeish ausgelost. Ausgetragen wurden die Begegnungen am 1. September 2018.
| Datum                         |                                | Ergebnis |                                     |
| ----------------------------- | ------------------------------ | -------- | ----------------------------------- |
| 1. September 2018, 14:30 WESZ | Preston Athletic (V)           | 0:2      | Linlithgow Rose (SJFA)              |
| 1. September 2018, 15:00 WESZ | Auchinleck Talbot (SJFA)       | 10:0     | FC Wigtown & Bladnoch (VI)          |
| 1. September 2018, 15:00 WESZ | FC Girvan (SJFA)               | 0:1      | Burntisland Shipyard (VI)           |
| 1. September 2018, 15:00 WESZ | Bonnyrigg Rose Athletic (SJFA) | 3:0      | AFC Shortlees (AAFA)                |
| 1. September 2018, 15:00 WESZ | FC Newton Stewart (VI)         | 0:3      | FC Coldstream (VI)                  |
| 1. September 2018, 15:00 WESZ | Beith Juniors (SJFA)           | 3:2      | Lothian Thistle Hutchison Vale (VI) |

## Erste Hauptrunde
Die 1. Hauptrunde wurde am 1. September 2018 von Robbie Neilson und Charlie Flynn ausgelost. Ausgetragen wurden die Begegnungen am 22. und 23. September 2018. Die Wiederholungsspiele fanden am 29. September 2018 statt. BSC Glasgow erhielt ein Freilos, nachdem der FC Selkirk (Lowland Football League) sich aus dem Wettbewerb zurückgezogen hatte.
| Datum                          |                            | Ergebnis |                                |
| ------------------------------ | -------------------------- | -------- | ------------------------------ |
| 22. September 2018, 15:00 WESZ | Brora Rangers (V)          | 4:3      | Turriff United (V)             |
| 22. September 2018, 15:00 WESZ | Burntisland Shipyard (VI)  | 1:4      | Cumbernauld Colts (V)          |
| 22. September 2018, 15:00 WESZ | Dalbeattie Star (V)        | 0:0      | Kelty Hearts (V)               |
| 22. September 2018, 15:00 WESZ | FC Deveronvale (V)         | 2:1      | Bonnyrigg Rose Athletic (SJFA) |
| 22. September 2018, 15:00 WESZ | Edusport Academy (V)       | 3:1      | Buckie Thistle (V)             |
| 22. September 2018, 15:00 WESZ | Forres Mechanics (V)       | 2:2      | Civil Service Strollers (V)    |
| 22. September 2018, 15:00 WESZ | Gala Fairydean Rovers (V)  | 6:0      | FC Lossiemouth (V)             |
| 22. September 2018, 15:00 WESZ | Gretna 2008 (V)            | 3:2      | FC Vale of Leithen (V)         |
| 22. September 2018, 15:00 WESZ | FC Huntly (V)              | 1:4      | FC East Stirlingshire (V)      |
| 22. September 2018, 15:00 WESZ | Inverurie Loco Works (V)   | 3:4      | FC Fraserburgh (V)             |
| 22. September 2018, 15:00 WESZ | Linlithgow Rose (SJFA)     | 3:0      | FC Fort William (V)            |
| 22. September 2018, 15:00 WESZ | Nairn County (V)           | 1:3      | Beith Juniors (SJFA)           |
| 22. September 2018, 15:00 WESZ | FC Rothes (V)              | 4:0      | Clachnacuddin FC (V)           |
| 22. September 2018, 15:00 WESZ | Strathspey Thistle (V)     | 0:2      | FC Coldstream (VI)             |
| 22. September 2018, 15:00 WESZ | Whitehill Welfare (V)      | 1:0      | Edinburgh University (V)       |
| 22. September 2018, 15:00 WESZ | Wick Academy (V)           | 1:2      | Auchinleck Talbot (SJFA)       |
| 23. September 2018, 15:00 WESZ | University of Stirling (V) | 2:1      | FC Keith (V)                   |

Freilos: BSC Glasgow
Wiederholungsspiele
| Datum                          |                             | Ergebnis |                      |
| ------------------------------ | --------------------------- | -------- | -------------------- |
| 29. September 2018, 15:00 WESZ | Civil Service Strollers (V) | 2:1      | Forres Mechanics (V) |
| 29. September 2018, 15:00 WESZ | Kelty Hearts (V)            | 3:1      | Dalbeattie Star (V)  |

## Zweite Hauptrunde
Die 2. Hauptrunde wurde am 22. September 2018 von Eve Muirhead und Ray Montgomerie ausgelost. Ausgetragen wurden die Begegnungen am 20. Oktober 2018. Das Wiederholungsspiel wurde am 27. Oktober 2018 ausgetragen.
| Datum                        |                           | Ergebnis |                             |
| ---------------------------- | ------------------------- | -------- | --------------------------- |
| 20. Oktober 2018, 15:00 WESZ | Albion Rovers (IV)        | 0:2      | Formartine United (V)       |
| 20. Oktober 2018, 15:00 WESZ | Beith Juniors (SJFA)      | 4:0      | Linlithgow Rose (SJFA)      |
| 20. Oktober 2018, 15:00 WESZ | Berwick Rangers (IV)      | 3:1      | Gretna 2008 (V)             |
| 20. Oktober 2018, 15:00 WESZ | Brora Rangers (V)         | 6:0      | FC Coldstream (V)           |
| 20. Oktober 2018, 15:00 WESZ | Cove Rangers (V)          | 1:1      | Auchinleck Talbot (SJFA)    |
| 20. Oktober 2018, 15:00 WESZ | FC Cowdenbeath (IV)       | 2:1      | FC Clyde (IV)               |
| 20. Oktober 2018, 15:00 WESZ | Cumbernauld Colts (V)     | 1:4      | BSC Glasgow (V)             |
| 20. Oktober 2018, 15:00 WESZ | FC Deveronvale (V)        | 1:2      | University of Stirling (V)  |
| 20. Oktober 2018, 15:00 WESZ | FC East Kilbride (V)      | 3:1      | FC Spartans (V)             |
| 20. Oktober 2018, 15:00 WESZ | Edinburgh City (IV)       | 1:0      | Civil Service Strollers (V) |
| 20. Oktober 2018, 15:00 WESZ | Edusport Academy (V)      | 1:2      | FC Fraserburgh (V)          |
| 20. Oktober 2018, 15:00 WESZ | Elgin City (IV)           | 2:0      | Whitehall Welfare (V)       |
| 20. Oktober 2018, 15:00 WESZ | Gala Fairydean Rovers (V) | 2:0      | FC East Stirlingshire (V)   |
| 20. Oktober 2018, 15:00 WESZ | FC Peterhead (IV)         | 3:2      | Kelty Hearts (V)            |
| 20. Oktober 2018, 15:00 WESZ | FC Rothes (V)             | 0:1      | Annan Athletic (IV)         |
| 20. Oktober 2018, 15:00 WESZ | Stirling Albion (IV)      | 1:2      | FC Queen’s Park (IV)        |

Wiederholungsspiel
| Datum                        |                          | Ergebnis |                  |
| ---------------------------- | ------------------------ | -------- | ---------------- |
| 27. Oktober 2018, 15:00 WESZ | Auchinleck Talbot (SJFA) | 2:1      | Cove Rangers (V) |

## Dritte Hauptrunde
Die 3. Hauptrunde wurde am 20. Oktober 2018 von Paul Hartley und Sanjeev Kohli ausgelost. Ausgetragen wurden die Begegnungen am 24. und 25. November 2018. Die Wiederholungsspiele werden am 27. November und 4. Dezember 2018 ausgetragen.
| Datum                        |                            | Ergebnis |                                   |
| ---------------------------- | -------------------------- | -------- | --------------------------------- |
| 24. November 2018, 13:30 WEZ | Beith Juniors (SJFA)       | 0:3      | Ayr United (II)                   |
| 24. November 2018, 15:00 WEZ | Airdrieonians FC (III)     | 3:0      | FC Dumbarton (III)                |
| 24. November 2018, 15:00 WEZ | Alloa Athletic (II)        | 3:0      | Brechin City (III)                |
| 24. November 2018, 15:00 WEZ | FC Arbroath (III)          | 0:1      | FC Stranraer (III)                |
| 24. November 2018, 15:00 WEZ | Berwick Rangers (IV)       | 1:2      | FC East Fife (III)                |
| 24. November 2018, 15:00 WEZ | FC Cowdenbeath (IV)        | 1:0      | Brora Rangers (V)                 |
| 24. November 2018, 15:00 WEZ | FC East Kilbride (V)       | 1:0      | Gala Fairydean Rovers (V)         |
| 24. November 2018, 15:00 WEZ | FC Fraserburgh (V)         | 0:1      | Auchinleck Talbot (SJFA)          |
| 24. November 2018, 15:00 WEZ | Greenock Morton (II)       | 1:1      | FC Peterhead (IV)                 |
| 24. November 2018, 15:00 WEZ | FC Montrose (III)          | 0:0      | Annan Athletic (IV)               |
| 24. November 2018, 15:00 WEZ | Queen of the South (II)    | 4:1      | Formartine United (V)             |
| 24. November 2018, 15:00 WEZ | FC Queen’s Park (IV)       | 0:3      | Raith Rovers (III)                |
| 24. November 2018, 15:00 WEZ | FC Stenhousemuir (III)     | 4:2      | FC Falkirk (II)                   |
| 24. November 2018, 15:00 WEZ | University of Stirling (V) | 0:4      | Elgin City (IV)                   |
| 24. November 2018, 15:00 WEZ | Forfar Athletic (III)      | 2:0      | BSC Glasgow (V)                   |
| 25. November 2018, 15:00 WEZ | Edinburgh City (IV)        | 1:1      | Inverness Caledonian Thistle (II) |

Wiederholungsspiele
| Datum                        |                                   | Ergebnis |                      |
| ---------------------------- | --------------------------------- | -------- | -------------------- |
| 27. November 2018, 19:45 WEZ | Annan Athletic (IV)               | 3:4      | FC Montrose (III)    |
| 27. November 2018, 19:45 WEZ | FC Peterhead (IV)                 | 0:3      | Greenock Morton (II) |
| 4. Dezember 2018, 19:45 WEZ  | Inverness Caledonian Thistle (II) | 6:1      | Edinburgh City (IV)  |

## Vierte Hauptrunde
Die 4. Hauptrunde wurde am 24. November 2018 von Dave Mackay und Josh Taylor ausgelost. Ausgetragen wurden die Begegnungen zwischen dem 18. und 30. Januar 2019. Die Wiederholungsspiele wurden am 29. Januar 2019 ausgetragen.
| Datum                        |                                   | Ergebnis |                           |
| ---------------------------- | --------------------------------- | -------- | ------------------------- |
| 19. Januar 2019, 12:15 WEZ   | Auchinleck Talbot (SJFA)          | 1:0      | Ayr United (II)           |
| 19. Januar 2019, 15:00 WEZ   | FC Aberdeen (I)                   | 1:1      | FC Stenhousemuir (III)    |
| 19. Januar 2019, 15:00 WEZ   | FC Dundee (I)                     | 1:1      | Queen of the South (II)   |
| 19. Januar 2019, 15:00 WEZ   | FC East Fife (III)                | 2:1      | Greenock Morton (II)      |
| 19. Januar 2019, 15:00 WEZ   | Hibernian Edinburgh (I)           | 4:0      | Elgin City (IV)           |
| 19. Januar 2019, 15:00 WEZ   | Inverness Caledonian Thistle (II) | 4:0      | FC East Kilbride (V)      |
| 19. Januar 2019, 15:00 WEZ   | FC Kilmarnock (I)                 | 2:0      | Forfar Athletic (III)     |
| 19. Januar 2019, 15:00 WEZ   | FC Montrose (III)                 | 0:4      | Dundee United (II)        |
| 19. Januar 2019, 15:00 WEZ   | FC Motherwell (I)                 | 1:2      | Ross County (II)          |
| 19. Januar 2019, 15:00 WEZ   | Partick Thistle (II)              | 4:1      | FC Stranraer (III)        |
| 19. Januar 2019, 15:00 WEZ   | Raith Rovers (III)                | 3:0      | Dunfermline Athletic (II) |
| 19. Januar 2019, 15:00 WEZ   | FC St. Johnstone (I)              | 2:0      | Hamilton Academical (I)   |
| 19. Januar 2019, 15:00 WEZ   | FC St. Mirren (I)                 | 3:2      | Alloa Athletic (II)       |
| 19. Januar 2019, 17:15 WEZ   | Celtic Glasgow (I)                | 3:0      | Airdrieonians FC (III)    |
| 20. Januar 2019, 14:30 WEZ   | Heart of Midlothian (I)           | 1:0      | FC Livingston (I)         |
| 30. Januar 2019, 19:45 WEZ 1 | FC Cowdenbeath (IV)               | 1:3      | Glasgow Rangers (I)       |

Wiederholungsspiele
| Datum                      |                         | Ergebnis |                 |
| -------------------------- | ----------------------- | -------- | --------------- |
| 29. Januar 2019, 19:30 WEZ | FC Stenhousemuir (III)  | 1:4      | FC Aberdeen (I) |
| 29. Januar 2019, 19:45 WEZ | Queen of the South (II) | 3:0      | FC Dundee (I)   |

## Achtelfinale
Das Achtelfinale wurde am 20. Januar 2019 von Craig Beattie und Rebecca Sellar ausgelost. Ausgetragen wurden die Begegnungen zwischen dem 9. und 11. Februar 2019. Die Wiederholungsspiele fanden am 19. und 20. Februar 2019 statt.
| Datum                       |                         | Ergebnis |                                   |
| --------------------------- | ----------------------- | -------- | --------------------------------- |
| 9. Februar 2019, 15:00 WEZ  | FC East Fife (III)      | 0:1      | Partick Thistle (II)              |
| 9. Februar 2019, 15:00 WEZ  | Hibernian Edinburgh (I) | 3:1      | Raith Rovers (III)                |
| 9. Februar 2019, 15:00 WEZ  | FC St. Mirren (I)       | 1:2      | Dundee United (II)                |
| 9. Februar 2019, 17:15 WEZ  | FC Kilmarnock (I)       | 0:0      | Glasgow Rangers (I)               |
| 10. Februar 2019, 13:30 WEZ | Celtic Glasgow (I)      | 5:0      | FC St. Johnstone (I)              |
| 10. Februar 2019, 15:00 WEZ | Heart of Midlothian (I) | 4:0      | Auchinleck Talbot (SJFA)          |
| 10. Februar 2019, 15:30 WEZ | FC Aberdeen (I)         | 4:1      | Queen of the South (II)           |
| 11. Februar 2019, 19:15 WEZ | Ross County (II)        | 2:2      | Inverness Caledonian Thistle (II) |

Wiederholungsspiele
| Datum                       |                                   | Ergebnis              |                   |
| --------------------------- | --------------------------------- | --------------------- | ----------------- |
| 19. Februar 2019, 19:45 WEZ | Inverness Caledonian Thistle (II) | 1:1 n. V. (5:4 i. E.) | Ross County (II)  |
| 20. Februar 2019, 19:45 WEZ | Glasgow Rangers (I)               | 5:0                   | FC Kilmarnock (I) |

## Viertelfinale
Das Viertelfinale wurde am 12. Februar 2019 von Billy Dodds und Rab Douglas ausgelost. Ausgetragen wurden die Begegnungen zwischen dem 2. und 4. März 2019. Die Wiederholungsspiele wurden am 12. März 2019 ausgetragen.
| Datum                   |                         | Ergebnis |                                   |
| ----------------------- | ----------------------- | -------- | --------------------------------- |
| 2. März 2019, 17:15 WEZ | Hibernian Edinburgh (I) | 0:2      | Celtic Glasgow (I)                |
| 3. März 2019, 13:30 WEZ | FC Aberdeen (I)         | 1:1      | Glasgow Rangers (I)               |
| 3. März 2019, 15:30 WEZ | Dundee United (II)      | 1:2      | Inverness Caledonian Thistle (II) |
| 4. März 2019, 19:05 WEZ | Partick Thistle (II)    | 1:1      | Heart of Midlothian (I)           |

Wiederholungsspiele
| Datum                    |                         | Ergebnis |                      |
| ------------------------ | ----------------------- | -------- | -------------------- |
| 12. März 2019, 19:45 WEZ | Heart of Midlothian (I) | 2:1      | Partick Thistle (II) |
| 12. März 2019, 19:45 WEZ | Glasgow Rangers (I)     | 0:2      | FC Aberdeen (I)      |

## Halbfinale
Das Halbfinale wurde am 4. März 2019 von James McFadden und Sam McTrusty ausgelost. Ausgetragen wurden die Begegnungen am 13. und 14. April 2019 im Hampden Park von Glasgow.
| Datum                      |                         | Ergebnis |                                   |
| -------------------------- | ----------------------- | -------- | --------------------------------- |
| 13. April 2019, 12:15 WESZ | Heart of Midlothian (I) | 3:0      | Inverness Caledonian Thistle (II) |
| 14. April 2019, 14:00 WESZ | FC Aberdeen (I)         | 0:3      | Celtic Glasgow (I)                |

## Finale
| Celtic Glasgow                                            | Celtic Glasgow | Heart of Midlothian | Heart of Midlothian |
| --------------------------------------------------------- | --- | --- | ------------------- |
| Celtic Glasgow                                            | \| 25. Mai 2019 um 15:00 Uhr (BST) in Glasgow (Hampden Park) \| \| Ergebnis: 2:1 (0:0) \| \| Zuschauer: 49.434 \| \| Schiedsrichter: William Collum \| \| Spielbericht \|                                                                                               | \| 25. Mai 2019 um 15:00 Uhr (BST) in Glasgow (Hampden Park) \| \| Ergebnis: 2:1 (0:0) \| \| Zuschauer: 49.434 \| \| Schiedsrichter: William Collum \| \| Spielbericht \|                                                                                | Heart of Midlothian |
| Celtic Glasgow                                            | Scott Bain – Mikael Lustig, Jozo Šimunović, Kristoffer Ajer, Jonny Hayes (89. Nir Bitton) – Scott Brown, Callum McGregor, James Forrest, Tom Rogic (70. Olivier Ntcham), Michael Johnston (72. Scott Sinclair) – Odsonne Édouard Cheftrainer: Neil Lennon ( Nordirland) | Zdeněk Zlámal – Michael Smith, John Souttar, Christophe Berra, Aaron Hickey – Sean Clare (75. Craig Wighton), Peter Haring (81. Oliver Bozanic), Ryan Edwards, Arnaud Djoum, Jake Mulraney – Steven MacLean (78. Uche Ikpeazu) Cheftrainer: Craig Levein | Heart of Midlothian |
| Celtic Glasgow                                            | 1:1 Odsonne Édouard (62., Foulelfmeter) 2:1 Odsonne Édouard (82.) | 0:1 Ryan Edwards (53.) | Heart of Midlothian |
| Celtic Glasgow                                            | Scott Bain (90.+1'), Scott Brown (90.+7') | Zdeněk Zlámal (61.), Arnaud Djoum (65.), Uche Ikpeazu (90.+7') | Heart of Midlothian |
| 25. Mai 2019 um 15:00 Uhr (BST) in Glasgow (Hampden Park) | | |                     |
| Ergebnis: 2:1 (0:0)                                       | | |                     |
| Zuschauer: 49.434                                         | | |                     |
| Schiedsrichter: William Collum                            | | |                     |
| Spielbericht                                              | | |                     |